# بلبل صفائي (مقاطعة فيروزآباد)
بلبل صفائي (بالفارسية: بلبل صفائی) هي قرية تقع في قسم جايدشت الريفي في إيران.